# Résolution 1199 du Conseil de sécurité des Nations unies
Membres permanents
- Chine
- États-Unis
- France
- Royaume-Uni
- Russie

Membres non permanents
- Bahrain
- Brésil
- Costa Rica
- Gabon
- Gambie
- Japon
- Kenya
- Portugal
- Slovénie
- Suède

Résolution no 1198 Résolution no 1200
La résolution 1199 du Conseil de sécurité des Nations unies est une décision de l'organe exécutif de l'Organisation des Nations unies adoptée le 23 septembre 1998 après la violation de la résolution 1160 qui imposait un embargo sur les armes à destination de l'ex-Yougoslavie.
Le Conseil demanda alors la cessation des hostilités et l'observation d'un cessez-le-feu par l’armée de libération du Kosovo (UÇK, soutenue par la population de culture albanaise), l’armée fédérale yougoslave (soutenue majoritairement par la population de culture serbe) et de toute autre partie armée engagée dans le conflit durant la guerre du Kosovo afin de protéger les populations civiles de toutes origines nationales, ethniques ou culturelles contre les expulsions et actes de violence et de mettre fin aux flux de réfugiés fuyant les zones de conflit.

## Texte
- Résolution 1199 Sur fr.wikisource.org
- Résolution 1199 Sur en.wikisource.org